# Antwerpse Havenpijl
Der Antwerpse Havenpijl ist ein belgisches Straßenradrennen. Das Eintagesrennen startet und endet in der Region von Antwerpen. Erstmals ausgetragen wurde es im Jahr 1990 und wird seitdem – bis auf die Jahre 2000 und 2005 – jährlich veranstaltet.
Seit 2006 gehört das Rennen der UCI-Kategorie 1.2 an und ist damit Teil der UCI Europe Tour. Bisherige Rekordsieger mit jeweils zwei Siegen sind die Belgier Jan Van Immerseel, Michel Vanhaecke  und Tibo Nevens (Stand 2019).

## Palmarès
| - 2023 Wim Reynaerts - 2022 Coen Vermeltfoort - 2020–2021 nicht ausgetragen - 2019 Tibo Nevens - 2018 Tibo Nevens - 2017 Arvid de Kleijn - 2016 Timothy Dupont - 2015 Aidis Kruopis - 2014 Yoeri Havik - 2013 Preben Van Hecke - 2012 Joeri Stallaert - 2011 Pirmin Lang - 2010 Rob Goris - 2009 Jens-Erik Madsen - 2008 Jonas Aaen Jørgensen - 2007 Denis Flahaut - 2006 Vytautas Kaupas - 2005 nicht ausgetragen - 2004 Peter Ronse - 2003 Hans De Meester | - 2002 Mark Roland - 2001 Michel Vanhaecke - 2000 nicht ausgetragen - 1999 Raimondas Vilcinskas - 1998 Darius Stole - 1997 Jan Van Immerseel - 1996 Johnny Dauwe - 1995 Jan Van Immerseel - 1994 Gilbert Kaes - 1993 Rik Claeys - 1992 Stefan Sels - 1991 Michel Vanhaecke - 1990 Glenn Huybrechts |